# Arboreto del College of the Desert
El Arboreto del College of the Desert (en inglés: College of the Desert Arboretum), es un arboreto y jardín botánico, que se encuentra a lo largo del campus del College of the Desert en Palm Desert, California, Estados Unidos.

## Localización
College of the Desert Arboretum, 43–500 Monterey Avenue Palm Desert, Riverside County, California 92260 United States of America-Estados Unidos de América.
Planos y vistas satelitales.33°44′0″N 116°23′13″O / 33.73333, -116.38694
La entrada es gratuita.

## Historia
El "College of the Desert" se estableció en 1958 después de una década de planificación para un college de distrito junior en el Valle de Coachella. 
Los votantes aprobaron la formación del distrito y financiaron la construcción del campus COD con una emisión de bonos. 
En 1962, fue inaugurada la universidad de nueva construcción en su sitio de 160 acres (65 hectáreas) en Palm Desert, y en 1966 obtuvo la acreditación.
En el campus fue creado un arboreto que contiene árboles del desierto, plantas y arbustos. Su desarrollo en curso está destinado a ser a largo plazo, siendo un proyecto de todo el campus, y como parte integrante del plan de estudios agrícolas. Los estudiantes participan activamente en la siembra de las antiguas y las nuevas especies introducidas.

## Colecciones
Este reciente jardín botánico se encuentra en fase de crecimiento y expansión, dedicado a las especies nativas de los desiertos de California, alberga especies tipo, recolectadas en sus zonas de origen de los desiertos de Mojave, Del Colorado, Sonora y el Desierto de la Gran Cuenca.
Entre las especies se encuentran, Fouquierias, Atriplex confertifolia, Atriplex confertifolia, Larrea tridentata, árbol de Josué, yuccas, cactus saguaro, y otras numerosas especies de cactus. 